# Peter Wtewael
Peter Wtewael né à Utrecht le 5 juin 1596 et mort dans la même ville le 29 janvier 1660 est un peintre néerlandais du siècle d'or néerlandais.

## Biographie
Peter Wtewael est né le 5 juin 1596 à Utrecht aux Pays-Bas. Il est le premier enfant du peintre Joachim Wtewael et de Christina van Halen. Il s'initie à la peinture auprès de son père. Il est connu pour ses portraits de personnages souriants marqués par un style maniériste et sous l'influence du Caravage. 
Il s'engage également dans les affaires politiques locales et devient conseiller municipal de la ville d'Utrecht. Les actes notariés témoignent de son aisance avec un patrimoine important.
Il meurt le 29 janvier 1660 à Utrecht.

## Œuvres
- L'Adoration des bergers, 1624, Musée Wallraf-Richartz, Cologne, Allemagne.
- Scène de cuisine, vers 1620, Metropolitan Museum of Art, New York, États-Unis[2].
- Le Reniement de Pierre, vers 1624-1628, Cleveland Museum of Art, Ohio, États-Unis[3].
- Madeleine la repentante, Joslyn Art Museum, Omaha, Nebraska, États-Unis[4].

Œuvres de Peter Wtewael
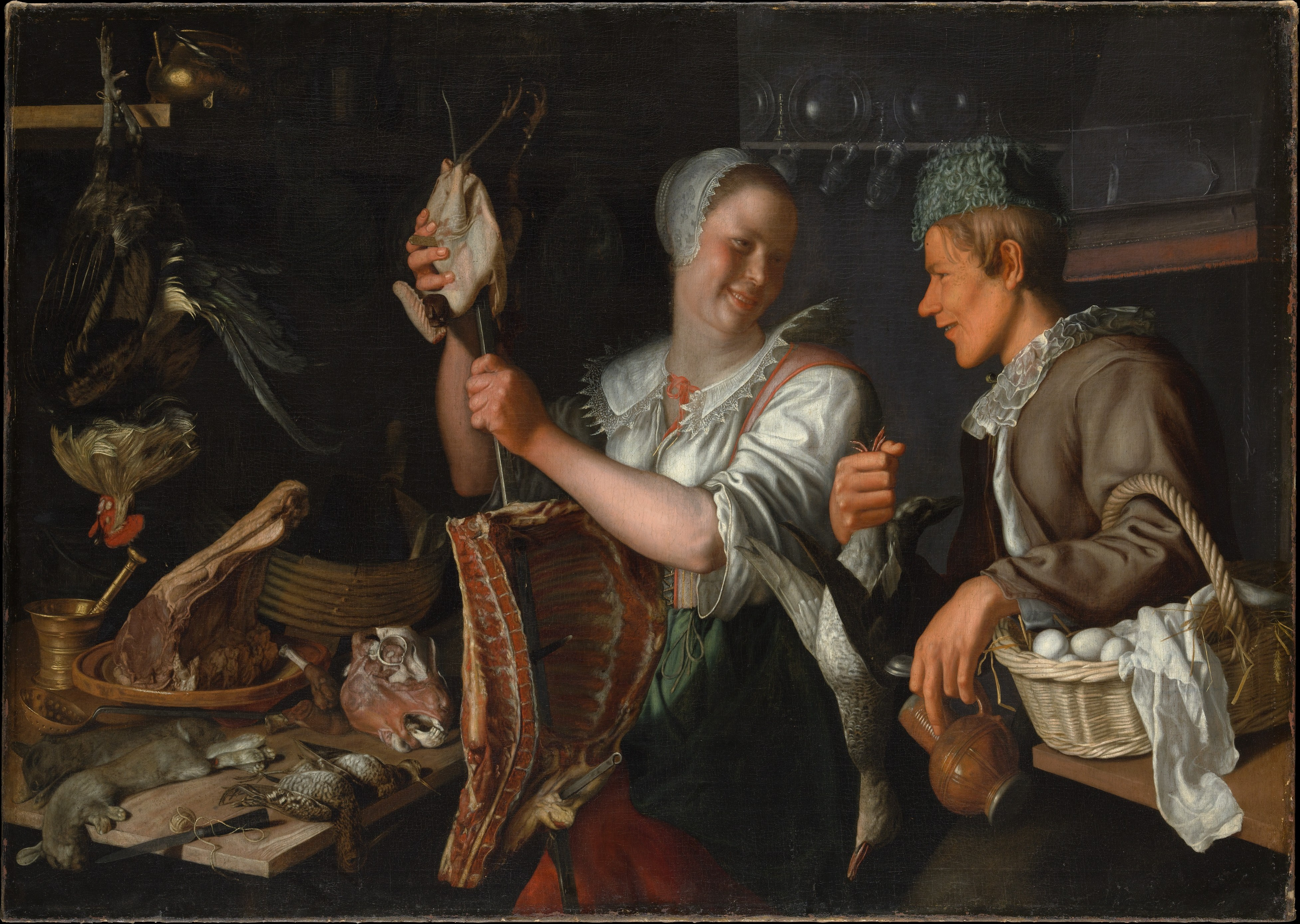
Scène de cuisine (années 1620), New York, Metropolitan Museum of Art.
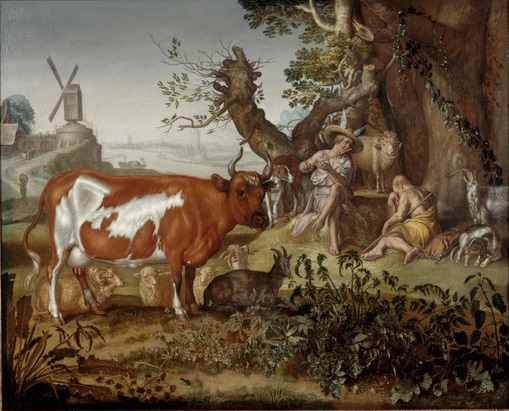
Mercure, Argos et Io (vers 1620-1625), Utrecht, Centraal Museum.
Le Reniement de Pierre (vers 1624-1628), Cleveland Museum of Art.
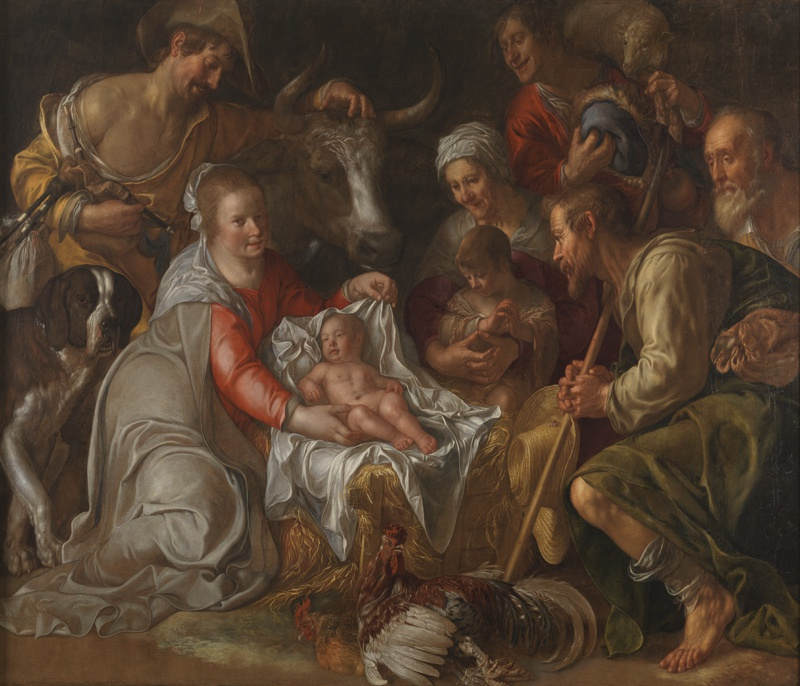
L'Adoration des bergers (vers 1625-1630), Utrecht, Centraal Museum.